# Soemerische literatuur

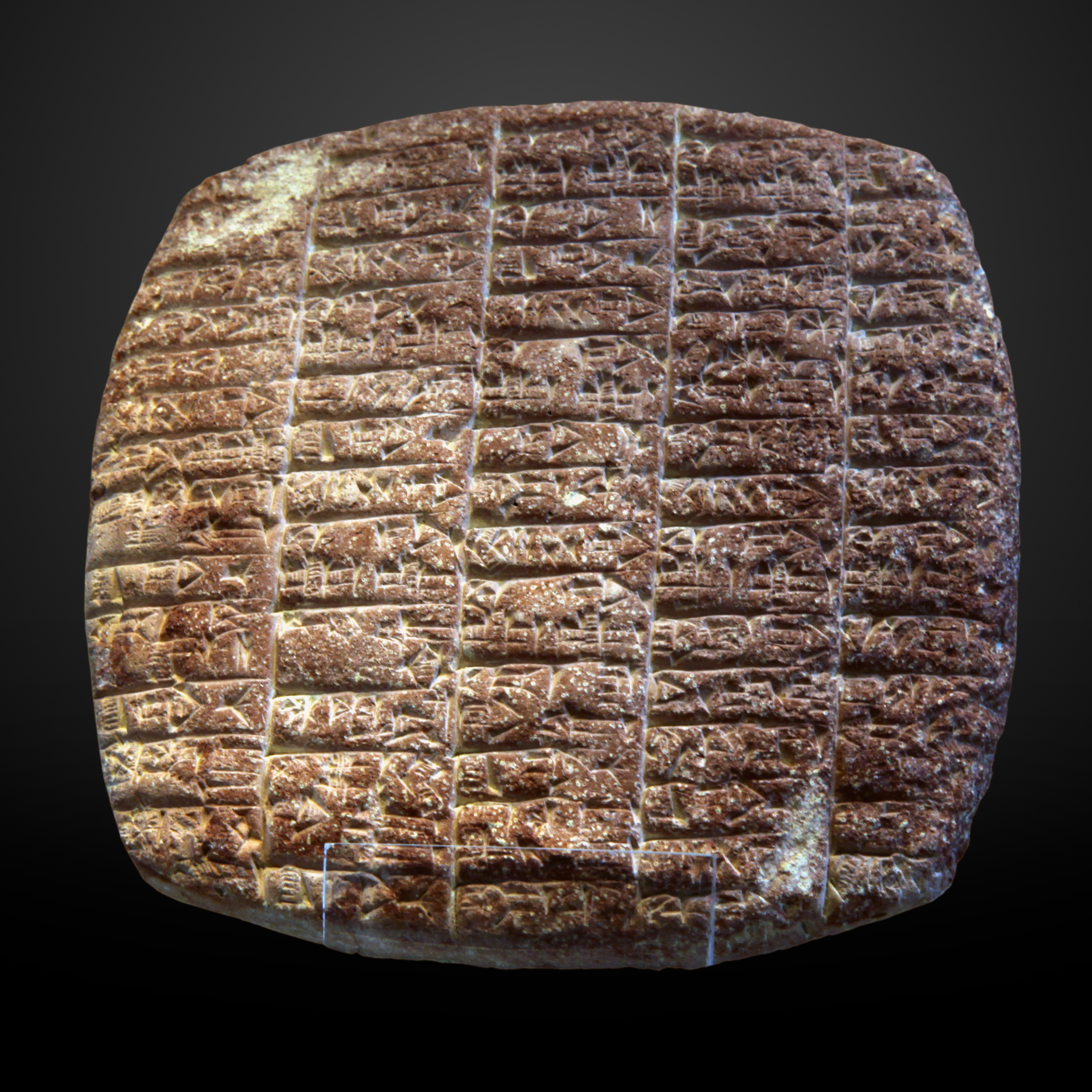
De klaagzang over de verwoesting van Lagaš

Soemerische literatuur is het geheel van literair tekstmateriaal van de Soemeriërs uit met name het derde en tweede millennium v.Chr. De Soemeriërs staan bekend als de uitvinders van het schrift, en de Soemerische literatuur is dan ook de oudste geschreven literatuur ter wereld. Het Soemerisch is een uitgestorven isolaat, en werd geschreven in spijkerschrift. Ook nadat er geen moedertaalsprekers van de taal meer waren, bleef het Soemerisch tot aan het begin van onze jaartelling nog voortbestaan als cultuurtaal bij de Akkadiërs en later de Assyriërs en Babyloniërs. Zij spraken niet verwante talen als het Akkadisch en, later, het Aramees. Als zodanig genoot de taal namelijk veel prestige. In die lange periode werd de Soemerische literatuur tevens bewerkt en aangevuld. Strikt genomen vallen bijvoorbeeld latere, Babylonische bewerkingen niet onder Soemerische literatuur, maar zij worden doorgaans wel in de behandeling van het materiaal opgenomen. Bovendien gaat men ervan uit dat het Soemerisch tijdens Ur III (21e en 20e eeuw v.Chr.) waarschijnlijk al was uitgestorven, terwijl veel manuscripten (op kleitabletten) van na die tijd zijn en zijn overgeleverd dankzij kopiëring.
Dat er veel Soemerische teksten (gebrekkig) bewaard zijn gebleven, heeft enerzijds te maken met het feit dat het Soemerisch een taal van het onderwijs bleef en de taal van wetenschap en elitecultuur bleef. Leerlingen uit de Oudbabylonische periode moesten al Soemerisch leren, en ze leerden Soemerische teksten kennen en overschrijven. Anderzijds is de aard van de schriftdrager hier belangrijk, namelijk klei. Men drukte met een soort stilus wigvormige streepjes in klei, die dan gedroogd werd. Dit leverde duurzame tabletten op. Wanneer een gebouw afbrandde, was dit enkel in het voordeel van het materiaal, aangezien de kleitabletten tot harde bakstenen verwerden. In het droge Mesopotamische klimaat bleven de tabletten goed bewaard.
De tot nog toe grootste verzameling Vroeg-Dynastieke literatuur is in Tell Abu Salabikh gevonden met zo'n 400 tabletten met een archaïsche vorm van spijkerschrift. De inhoud vertoont grote overeenkomst met de vondsten van Fara en dat laat zien dat er al vroeg een soort literair standaardcorpus bestond dat in de opleiding tot schrijver gehanteerd en gecultiveerd werd. De tabletten dateren van een aantal eeuwen voor de Akkadische tijd, maar toch zijn de namen van de schrijvers vaak Semitisch.
De Soemerische literatuur kent een rijke verscheidenheid aan genres. Men kende:
1. het lexicaal genre: woordenlijsten, godenlijsten enz.
2. spreekwoorden (die soms iets weg hebben van fabels),
3. raadsels,
4. lofdichten (oden, bijvoorbeeld gericht aan koningen, goden en zelfs steden),
5. hymnes (bijvoorbeeld ter ere van goden of tempels),
6. klaagliederen (bijvoorbeeld aan goden om geluk af te dwingen),
7. brieven (zowel correspondentie tussen historische figuren als geadresseerd aan goden),
8. strijdgesprekken (een soort satirische disputaties, bijvoorbeeld tussen een vogel en een vis),
9. epen,
10. mythen, en
11. geschriften die koningen en hun daden beschrijven.[7]

Daarnaast kan men echter ook allerlei educatief materiaal uit het onderwijscurriculum tot het literaire corpus rekenen. Wetenschappelijk materiaal hoeft ook niet per se uitgesloten te worden. Het is dan ook de vraag hoe men literatuur wil definiëren en hoe Soemeriërs dat deden. Men kan bijvoorbeeld spreken van 'creatief schrijven', maar literatuur als intellectuele en kunstzinnige bezigheid stond niet op zichzelf, en was niet alleen liefhebberij. Poëtisch taalgebruik was bijvoorbeeld vaak een kenmerk van spreuken die bezweringspriesters gebruikten voor lichamelijk en geestelijk herstel (zie ook Magie). Mythen konden als dichtwerken gereciteerd worden in relatie tot godsdienstige rituelen, iets wat in Mesopotamië veel voorkwam.

## Epen
- Atrahasis-epos
- Gilgamesj-epos
- Gilgamesh en Agga

## Mythen
- Enlil en Ninlil: de geboorte van de maangod
- De schepping van het houweel
- Enki en de wereldorde: de ordening van de aarde en haar culturele processen
- Enki en Ninhursag: een Soemerische paradijsmythe
- Enki en Nimmah: de schepping van de mens
- Enki en Eridu
- De reis van Nanna-Sin naar Nippur
- De daden en avonturen van Ninurta
- De terugkeer van Ninurta naar Nippur
- Inanna en Enki: de overdracht van de kunsten van de beschaving van Eridu aan Erech
- Inanna en de onderwerping van de berg Ebih
- Inanna en Shukalletuda: de tuiniers doodzonde
- Inanna's afdaling in de onderwereld
- Inanna en Bilulu
- Dumuzi en Ekimdu: Inanna het hof gemaakt
- Het huwelijk van Dumuzi en Inanna
- De dood van Dumuzi
- Dumuzi en de Galla's
- Het huwelijk van Martu

## Klaagzangen
- Rouwklacht over de verwoesting van Ur

## Hymnes
- Tempelhymne van Keš

## Wijsheidteksten
- De Vermaningen van Shuruppak

## In Nederlandse vertaling
- Helden en goden van Sumer. Een keuze uit de heroïsche en mythologische dichtkunst uit het Oude Mesopotamië, vert. Herman Vanstiphout, 2001. ISBN 9789061684343
- Het epos van Gilgameš, vert. Herman Vanstiphout, 2002. ISBN 9058751015
- Eduba. Hoe men leerde schrijven en lezen in het Oude Babylonië. Een bloemlezing van literaire teksten uit de scholen van Sumer, vert. Herman Vanstiphout, 2004. ISBN 9058751929